# 全血
全血（ぜんけつ、英:  Whole blood）は、標準的な献血によって提供されるヒトの血液である。大量出血への治療や交換輸血、自己血輸血を行う際に用いられる。450 mLから500 mL程の全血を輸血することで、ヘモグロビン濃度を10 g/L程高くすることができる。一般的には輸血を行う前に、交差適合試験が行われる。輸血は点滴によって行われる。
引き起こされる副作用としては、アナフィラキシー症状などのアレルギー反応、溶血、高カリウム血症、体液量過剰、輸血関連急性肺障害などがある。全血には赤血球、白血球、血漿が含まれる。その日の内に採血したものが使用には望ましいが、3週間までは保存できる。通常は採血過程において保存液として抗凝固剤が血液に加えられる。
全血輸血は1818年に初めて行われた。しかしながら第一次世界大戦、第二次世界大戦までは一般に広まることはなかった。WHO必須医薬品モデル・リスト中において、血液製剤は効果的かつ安全であり、医療制度に必要不可欠な医薬品の1つとして挙げられている。1980年代のアメリカでは、1パックの全血を採血するのにかかる費用は50ドル程であった。発展途上国や軍事以外で全血製剤が用いられることは今は少ない。代わりに、赤血球濃厚液、血小板濃厚液、クリオプレシピテート、新鮮凍結血漿など様々な血液製剤を作製するための原料として用いられる。

## 医学的用途
赤血球輸血と同様に、全血輸血には急性溶血性輸血反応の危険性があるため、交差適合試験を行わなければならない。そのため、使用する際は赤血球製剤と同様の注意が必要である。また、血漿の過剰によって危険な合併症である輸血関連循環過負荷（Transfusion associated circulatory overload: TACO）が引き起こされる可能性があるため、その恐れがある患者の場合は全血輸血ではなく赤血球輸血が推奨される。
また、新生児に対する輸血の場合は全血の「代替」として、事前に保管していた赤血球と新鮮凍結血漿から合成血を作成することがある。合成血にはAB型の血漿中にO型の赤血球が特定の割合で含まれるようになっており、合併症が起こる危険性を減らすために用いられる。

## 原料として
歴史上を見ると、血液に対して何かしらの追加処理が行われることはなく、ただ全血としての輸血が行われていた。一方、現在の血液バンクの多くでは全血は複数の成分に分離されており、一般的には赤血球の分離や、新鮮凍結血漿としての血漿の分離などが行われている。
また、全血製剤から血小板輸血に必要な血小板を用意することもできる。しかしながら、「random platelets」と言及されることがあるように、全血から治療に必要な量を得るには複数人のドナーから提供を受けておく必要があるため、血液バンクによっては代わりに血小板アフェレーシスによって血小板採血が行われる場合がある。
一般的には、採血された血液から各成分を分離するにはいくつか方法がある。遠心分離機を使う際は、「高速」と「低速」の2種類に分けることができ、前者は全血を血漿と赤血球に分離する際に用いられ、後者は全血を血漿、バフィーコート（血小板の採取に用いることができる）、赤血球に分離する際に用いられる。また、血液を一晩静置することによっても、重力による沈殿が発生して赤血球と血漿を分離させることができる。

## 保管
一般的に、全血は赤血球と同様にして保存され、また採血時に保存液としてCPDA-1を使用した場合は35日間、CPDなどその他の一般的な保存液を使用した場合は21日間保存することができる。
全血から血小板を分離する過程で静置する際には、その間は室温に保たなければならない。その際に全血に含まれる赤血球を低温に保つために、なるべく短い時間で行ったほうがよい、とする研究もある。

### 血液保存液
血液保存液は、第二次世界大戦中の1943年に必要に迫られて開発された。1943年に開発されて以降、全血保存液・赤血球保存液（RBC）は、保存障害への理解が進むとともに継続的に改良されて、保存期間の延長、溶血の減少などの品質の維持が行われてきた。このような保存液がなければ、枕元輸血のように患者とドナーは隣同士で行わなければならなかったため、輸血の柔軟な対応・血液バンクなどの保存の重要な要素となった。
日本においては、採血時の保存溶液として、全血製剤の場合はCPD液、血液製剤の場合はACD‐A液を使用していたが、白血球除去後の状態ではCPD液の方が赤血球機能の状態が良かったためすべてCPD液となった。

#### 血液保存液の組成
- ACD‐A液の組成は、クエン酸ナトリウム水和物22g、クエン酸水和物8g、ブドウ糖22gに注射用水を加えて溶かし、全量を1,000mLとする[37]。

- CPD液の組成は、クエン酸ナトリウム水和物26.3g、クエン酸水和物3.27g、ブドウ糖23.2g、リン酸二水素ナトリウム2.51gに注射用水を加えて溶かし、全量を1,000mLとする[37]

#### 血液保存液の歴史
- 1940年代に、クエン酸ナトリウムのみの保存溶液を加熱殺菌することで雑菌の繁殖を抑制した。当初は安全に保存できるのが5日程度であったが、21日に延長した[36]。
- 1950年代には、保存された赤血球から漏出するリン酸対策が行われた。保存から2週間程度までは2,3-ジホスホグリセリン酸（英語版）が分解されることでリン酸が供給され品質に問題が出ないが、それ以上となると問題となり、リン酸ナトリウムを加えて延長できることが発見されて4週間保存が可能となった（アメリカ食品医薬品局は品質の関係で3週間で認可）[36]。
- 1960年代、ビニール袋による保存が可能となり、軽量で場所を取らず、静脈からバッグまで一体化した構造やコンタミが入らず中身の状態も確認できるなどの多くの利点があった[36]。また、その後にわかることだが、ポリ塩化ビニル（PVC）に使われる可塑剤フタル酸ビス(2-エチルヘキシル)がビニールから漏出して赤血球の細胞膜を保護し溶血が起きにくくなることが確認された[36]。
- 1970年代に、アデニンを加えると保存期間が延びることが発見され、1968年に、クエン酸・リン酸・リン酸デキストロース・アデニン（CPDA-1）溶液が開発され、全血が5週間保存できるようになった[36]。
- 1980年代、添加溶液[36]。
- 1990年代に、白血球除去フィルターが普及し、保存した赤血球などに悪影響を及ぼさなくなったため保存期間が延長し副作用が低下した[35][36]。

## 表記
英語では固有名詞は大文字にされるため、「Whole Blood」は輸血もしくは別の製剤の原料として用いられる標準化された全血製剤を意味するのに対し、小文字の「whole blood」は献血後に手が加えてられていない血液を指すことがある。